# Djuptjärnen (Anundsjö socken, Ångermanland, 704056-160450)
Djuptjärnen är en sjö i Örnsköldsviks kommun i Ångermanland och ingår i Moälvens huvudavrinningsområde.